# Bosilovo (kommun)
Bosilovo (makedonska: Босилово, albanska: Komuna e Bosilovës, serbiska: Општина Босиљово) är en kommun i Nordmakedonien. Den ligger i den östra delen av landet. Antalet invånare är 11 508 (2021).
Följande samhällen finns i Bosilovo:
- Ilovica
- Bosilovo
- Sekirnik
- Radovo
- Petralinci